# Antonio Magliabechi
Antonio Magliabechi (Florence, 29 octobre 1633 - Florence, 4 juillet 1714), est un érudit et un bibliothécaire toscan.

## Biographie
Né le 29 octobre – la date figure sur les registres de baptême du baptistère de Florence – et non le 20 comme il est souvent écrit, Magliabechi est le fils de Marco Magliabechi, originaire de la région du Mugello, au nord de Florence et de Ginevra, fille de Jacopo Baldoriotti. Après la mort de son père en 1640, il est élevé par sa mère, qui lui fait notamment apprendre le latin auprès d'un ecclésiastique florentin, Giovanni Fabbri. A seize ans, il entre comme apprenti dans la boutique des orfèvres Guidi et Comparini, cousins du côté maternel.
Lecteur passionné, il entre en relation avec de nombreux savants florentins, dont l'helléniste  Michele Ermini, bibliothècaire de Léopold de Médicis, le chanoine Lorenzo Panciatichi ou Carlo Roberto Dati, homme de lettres influent et membre de nombreuses académies. C'est par leur intermédiaire qu'il est remarqué par plusieurs membres de la famille grand-ducale, dont le cardinal Léopold de Médicis, pour lequel il devient le principal fournisseur de livres sur les marchés italiens et étrangers. Il acquiert une réelle renommée dans la connaissance des écrits latins, grecs et hébraïques.
Le grand-duc de Toscane  Cosme III de Médicis le nomme bibliothécaire de la bibliothèque palatine de Florence (comprenant les fonds de la bibliothèque du palais Pitti et de la bibliothèque Laurentienne).
Pendant plus de cinquante ans, il entretient une correspondance très intense avec plus de deux mille correspondants, majoritairement italiens, mais aussi à travers une grande partie de l'Europe, tant catholique que réformée. L'essentiel des lettres qu'il a reçues (soit plus de 23 000 lettres) sont conservées dans le fonds « manuscrits » de la Bibliothèque nationale centrale de Florence.
Malgré une réputation d'homme asocial, totalement absorbé par ses tâches savantes, Magliabechi, à partir des années 1680, devient membre de plusieurs académies, dont l'académie des Arcades de Rome – il en devient membre le 4 septembre 1698, sous le nom de Diotimo Oeio – , l'académie florentine – en 1699; il en est le secrétaire de 1699 à sa mort –  et celle des Spensierati de Rossano, dans le royaume de Naples. A Florence, il est même l'un des fondateurs, en avril 1699, d'un petit groupe savant, l'académie des  Remoti, à laquelle le grand-duc concède l’autorisation de se réunir dans la salle du studio, et dont Magliabechi devient consul en 1701.
Il constitue une bibliothèque personnelle de plus de 28 000 ouvrages qu'il lègue par testament à la ville de Florence pour « promuovere gli studi, le virtù, le scienze, e con quelle la pietà e il bene universale, a beneficio universale della città e specialmente ai poveri, chierici sacerdoti e secolari che non hanno modo di comprar libri e di poter studiare. »
François II de Toscane décide d'y faire déposer aussi un exemplaire de tout ce qui s'imprime à Florence (1737) puis dans toute la Toscane (1743).
La bibliothèque publique ouverte au public dès 1747 constitue le noyau initial de la BNCF, la Bibliothèque nationale centrale de Florence.

## Œuvres
- Notizie letterarie e istoriche intorno agli uomini illustri dell'Accademia fiorentina, Florence (1700) (collaboration de Magliabechi à ce répertoire des membres de l'Académie Florentine, créée par Côme Ier en 1540) — En ligne : première partie